# Saison 1958-1959 des FAR de Rabat
Pour un article plus général, voir Association sportive des FAR (football).
Maillots
Chronologie
Saison suivante
La saison 1958-1959 des FAR de Rabat est la toute première saison de l'histoire du club. Le club participe à la seconde division et est par ailleurs engagé en coupe du Trône. Mohamed Chtouki commence sa première saison en tant qu'entraîneur et devient donc le premier entraîneur du club militaire.
Finalement, les FAR de Rabat terminent vainqueur face au Mouloudia d'Oujda en coupe du Trône le 14 décembre 1958 et remportent le championnat de deuxième division de la Poule Sud.

## Saison

### Parcours en Championnat

#### Phase aller
| Dates             | Journées    | Adversaires     | Lieux des rencontres | Scores | Buts FAR                                        | Références          |
| ----------------- | ----------- | --------------- | -------------------- | ------ | ----------------------------------------------- | ------------------- |
| 14 septembre 1958 | 1er journée | Ittihad de Safi | ???                  | 4-1    | Belfaida 4e, Zemmouri 35e, Mokhtatif 39e et 43e | [ Rapport match 1 ] |
| ???               | 2e journée  | ???             | ???                  | ?-?    | -                                               |                     |
| ???               | 3e journée  | ???             | ???                  | ?-?    | -                                               |                     |
| ???               | 4e journée  | ???             | ???                  | ?-?    | -                                               |                     |
| ???               | 5e journée  | ???             | ???                  | ?-?    | -                                               |                     |
| ???               | 6e journée  | ???             | ???                  | ?-?    | -                                               |                     |
| ???               | 7e journée  | ???             | ???                  | ?-?    | -                                               |                     |
| ???               | 8e journée  | ???             | ???                  | ?-?    | -                                               |                     |
| ???               | 9e journée  | ???             | ???                  | ?-?    | -                                               |                     |
| ???               | 10e journée | ???             | ???                  | ?-?    | -                                               |                     |
| ???               | 11e journée | ???             | ???                  | ?-?    | -                                               |                     |

### Parcours en Coupe du Trône
La saison 1958-1959 de la coupe du Trône de football est la troisième édition de la compétition. Ayant comme champion le Mouloudia Club d'Oujda lors de l'édition précédente, cette compétition est la seconde plus importante du pays. Étant une équipe de seconde division, les FAR débutent cette compétition en trente-deuxième de finale.
| Dates            | Tours       | Adversaires          | Lieux des rencontres         | Scores | Buts FAR     | Références          |
| ---------------- | ----------- | -------------------- | ---------------------------- | ------ | ------------ | ------------------- |
| ???              | 1/32 finale | ???                  | ???                          | ?-?    |              |                     |
| ???              | 1/16 finale | ???                  | ???                          | ?-?    |              |                     |
| ???              | 1/8 finale  | Wydad de Casablanca  | Stade d'Honneur (Casablanca) | 0-1    |              | [ Rapport match 2 ] |
| ???              | 1/4 finale  | Étoile de Casablanca | ???                          | 1-0    |              | [ Rapport match 3 ] |
| ???              | 1/2 finale  | FUS de Rabat         | ???                          | 3-1    |              | [ Rapport match 4 ] |
| 14 décembre 1958 | Finale      | Mouloudia d'Oujda    | Stade d'Honneur (Casablanca) | 1-0    | Zemmouri 18e | [ Rapport match 5 ] |

## Issue de la saison
À l'issue de la saison, l'AS FAR réalise un excellent parcours en 2e division du championnat marocain, et réussit grâce à un sans-faute à remporter la coupe du Trône pour sa 1re saison.
En championnat, les FAR remportent le championnat et terminent donc 1er avec près de 22 rencontres disputées sans compter les matchs barrages. En coupe, les Militaires terminent vainqueur de la compétition après avoir disputé la compétition en 32e de finale avec un statut de club de 2e division. Le sans-faute que le club de la capitale a réalisé après plusieurs victoires face à d'importants clubs tel que le Wydad de Casablanca, l'Étoile de Casablanca ou le club voisin du FUS de Rabat est impressionnant. Les Militaires participent donc à la finale de la compétition le 14 décembre 1958 au Stade d'Honneur de Casablanca. C'est le Mouloudia d'Oujda, vainqueur des deux premières éditions de la compétition en étant donc le tenant en titre de la compétition. La rencontre va véritablement tombée sous le contrôle des Militaires qui grâce à Houcine Zemmouri, ouvrent le score à la 18e minute. Le Mouloudia ne réussira pas à revenir au score permettant donc à l'armée royale de remporter sa première coupe du Trône.
Au total, sans compter les matchs barrages, le club qui a disputé 22 matchs en championnat et 6 matchs en coupe du Trône a donc au total participé à plus de 28 rencontres dans la saison. Plus les matchs barrages, on peut supposer que le club a donc disputé moins de 30 matchs.
| Compétition    | Classement final | M.J. | G. | N. | P. |
| -------------- | ---------------- | ---- | -- | -- | -- |
| Botola 2       | 1er / 12         | 22   | ?? | ?  | ?  |
| Barrages       | Qualification    | ?    | ?  | ?  | ?  |
| Coupe du Trône | Vainqueur        | 6    | 6  | 0  | 0  |